# Joseph-François-Gabriel Hennequin
Pour les articles homonymes, voir Hennequin.
Joseph-François-Gabriel Hennequin est un écrivain français né à Gerbéviller le 26 mars 1775 et mort à Paris le 26 février 1842. 

## Biographie
Il était fils d'un avocat du parlement de Nancy et cousin du célèbre avocat Antoine-Louis-Marie Hennequin. En 1793 il entra dans la marine comme simple novice, devint rapidement aide commissaire et commissaire en chef d'escadre, fut attaché au ministère de la marine en 1809, et y remplit, de 1831 à 1838, le fonctions de chef de bureau. 
Outre de nombreux articles dans la Galerie des contemporains, dans la Biographie universelle, dans l’Encyclopédie des gens du monde, dans la Galerie française, etc., on a de Hennequin l’Esprit de l’Encyclopédie, ou recueil des articles les plus intéressants de l’Encyclopédie (Paris, 1822-1823, 15 vol. in-8°); Essai historique sur la vie et les campagnes du bailli de Suffren (Paris 1824, in-8°); Trésor des dames, ou Choix de pensées, maximes et réflexions extraites des ouvrages de femmes, etc. (Paris, 1826); Dictionnaire de maximes (Paris, 1827); Biographie maritime, ou Notices historiques sur la vie et les campagnes des marins célèbres (Paris, 1835-1887, 3 vol. in-8°).

## Source
« Joseph-François-Gabriel Hennequin », dans Pierre Larousse, Grand dictionnaire universel du XIXe siècle, Paris, Administration du grand dictionnaire universel, 15 vol., 1863-1890 [détail des éditions].